# Mössebergsbacken

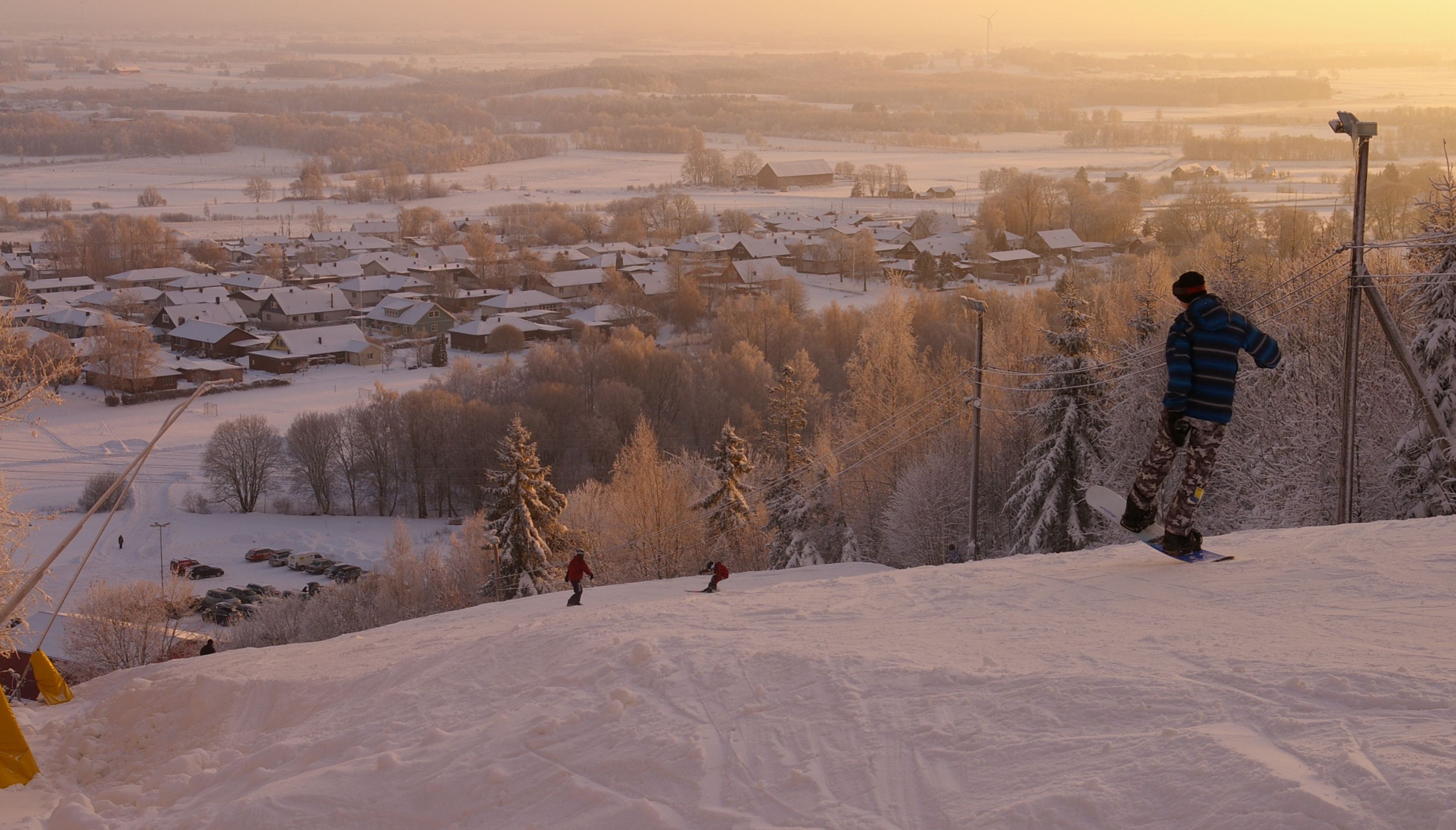
Mössebergsbacken.

Mössebergsbacken är en skidbacke i Falköping i Västergötland. Skidbacken ligger på Mössebergs sydsluttning ovanför stadsdelen Bestorp. Anläggningen drivs av Falköpings Kommun. I anslutning till backen finns skidspår för längdskidåkning.